# コラッツィエーレ (駆逐艦)
コラッツィエーレ（Corazziere、「胸甲騎兵」の意）はイタリア王立海軍のソルダティ級第一系統グループの駆逐艦。

## 艦歴
第二次世界大戦当初、同艦は同型艦のアスカリ、ランチエーレ、カラビニエーレとともに第12駆逐艦部隊を構成していた。
宣戦布告前夜の1940年6月9日から10日にかけて、コラッツィエーレ、巡洋艦ダ・バルビアーノとカドルナ、水雷艇ポルチェおよびカリプソとともにランペドゥーザ島とケルケナ諸島の間での機雷敷設任務に就いていた。
1940年6月11日に第12駆逐艦部隊の他の同型艦、第11駆逐艦部隊（アルティリエーレ、アヴィエーレ、ジェニエーレ、カミチア・ネーラ）、第3巡洋艦分隊（重巡洋艦トレント、ポーラ、ボルツァーノ）、第7戦隊（軽巡洋艦ムツィオ・アッテンドーロおよびエマヌエレ・フィリベルト・デュカ・ダオスタ）とともにシチリア海峡での偵察任務に赴いた。
1940年7月7日18時40分、同艦は同部隊の僚艦および重巡洋艦ポーラとともにアウグスタを出航し、後にリビアへの輸送船団作戦で支援部隊と活動した帰りの第2艦隊の他艦（第1、第2、第3、および第7戦隊計10隻と第9、第10、第11および第13駆逐隊）と合流し、第1艦隊ととも合流して7月9日のカラブリア沖海戦に参加した。この戦闘からのイタリア艦隊の撤退中に、第12駆逐隊は他の艦艇とともに魚雷での反撃を命じられ、特にコラッツィエーレは16時22分ごろにイギリスの戦艦に向けて魚雷3発を発射したが命中しなかった。
10月5日に第12駆逐艦部隊の僚艦2隻とともにドデカネス諸島を目指す護送船団（CV作戦）の護衛部隊の一部としてターラントを出航したが、同作戦は地中海東部でイギリスの戦艦を偵察機が発見したことから中止された。
1941年に、コラッツィエーレは照明弾発射砲を撤去して、その代わりに5門目の120mm砲を設置する改修を受けた。
1941年2月8日、ジェノバに対して攻撃を行うイギリス軍の編隊を迎え撃つため、カラビニエーレ、第3巡洋艦分隊（重巡洋艦トレント、ポーラ、ボルツァーノ）とともにメッシーナから出撃し、その後戦艦ヴィットリオ・ヴェネト、チェザーレ、ドーリア、第10駆逐艦部隊（マエストラーレ、グレカーレ、リベッチオ、シロッコ）および第13駆逐艦部隊（フチリエーレ、グラナティエーレ）、ベルサリエーレ、アルピーノ）と合流したが、攻撃を防ぐことも、イギリス艦を発見することもできなかった
。
同年2月24日05時45分に、リビアへの護送船団（兵員輸送船エスペリア、コンテ・ロッソ、マルコ・ポーロおよびヴィクトリア、駆逐艦バレノおよびカミチア・ネーラ、水雷艇アルデバラン）を間接護衛するために僚艦のアスカリおよび軽巡洋艦バンデ・ネーレ、アルマンド・ディアスとともにパレルモを出航したが、翌25日03:43時にディアスが英潜水艦アプホルダーから雷撃されて、激しい爆発で揺らされ、北緯34度33分、東経11度45分の地点で急速に沈没して484名が失われた。
3月12日と13日に僚艦カラビニエーレ、アヴィエーレ、水雷艇デッツァおよび巡洋艦トレント、トリエステ、ボルツァーノとともにナポリからトリポリへと向かう輸送船団（兵員輸送船コンテ・ロッソ、マルコ・ポーロ、ビクトリア、駆逐艦フォルゴーレ、カミチア・ネーラ、ジェニエーレ）の間接護衛任務を務めた。
1941年3月26日5時30分に、最終的に第1巡洋艦隊全体と、駆逐艦アルフィエーリおよびカルドゥッチを失うと言う悲惨な結末となる、後にマタパン岬沖海戦と呼ばれることになる「ガウド」作戦に参加するためにカラビニエーレおよびアスカリと第3巡洋艦分隊（トレント、トリエステ、ボルツァーノ）とともにメッシーナから出撃し、戦艦ヴィットリオ・ヴェネト、第1巡洋艦分隊（ザラ、ポーラ、フィウメ）、第8巡洋艦分隊（ジュゼッペ・ガリバルディ、ドゥーカ・デッリ・アブルッツィ）、第9駆逐艦部隊（アルフィエーリ、アルフレード・オリアーニ、ジョベルティ、カルドゥッチ）、第13駆逐艦部隊（グラナティエーレ、ベルサリエーレ、フチリエーレ、アルピーノ）、第16駆逐艦部隊（ダ・レッコ、ペッサーニョ）などの他のさまざまな艦艇と合流した。この戦闘中に第12駆逐艦部隊はガウドの先頭に参加し、イタリア艦隊の撤退中に第3巡洋艦分隊の巡洋艦を護衛し、対空砲火で防御した。
1941年5月24日の早い時刻に、駆逐艦フレッチアと水雷艇ペガーゾ、プロチオーネ、オリオーネに護衛されたコンテ・ロッソおよび兵員輸送船マルコ・ポーロ、エスペリア、ヴィクトリアからなるナポリからトリポリに向かう船団の間接護衛をするためにアスカリ、カラビニエーレおよび第3巡洋艦分隊（トリエステおよびボルツァーノ）とともにメッシーナから就航した。しかしながら、20時40分にコンテ・ロッソが英潜水艦アプホルダーから雷撃され、1297名とともに10分程度で沈没した。カラビニエーレには漂流者を救助する以外の選択肢がなく、ランチエーレおよび水雷艇プロチオーネ、ペガーソとともに1432名を救助した。
6月25日に巡洋艦トリエステとゴリツィアおよび駆逐艦アスカリ（メッシーナ出航後に合流）、カラビニエーレとともに駆逐艦アヴィエーレ、ジョベルティ、ダ・ノーリによって護衛された兵員輸送船エスペリア、マルコ・ポーロ、ネプトゥニア、オチェアニアからなるナポリからトリポリへの護送船団の間接護衛任務につき、27日にターラントに停泊し、数回の航空攻撃を受けたのにもかかわらず（エスペリアが軽微な損傷を負った）目的地に到着した。
7月16日から18日にかけて、駆逐艦ジョベルティ、ランチエーレ、アルフレード・オリアーニ、ジェニエーレおよび水雷艇チェンタウロに護衛されてターラントからトリポリに向かう兵員輸送マルコ・ポーロ、ネプチュニアおよびオチェアニアからなる船団を、巡洋艦トリエステ、ボルツァーノ、駆逐艦カラビニエーレ、アスカリとともに間接護衛し、英潜水艦ビートゥンによるオチェアニアに対する攻撃を回避して全艦船が無傷で目的地に到着した。
9月23日に、アヴィエーレとカミチア・ネーラに護衛されて、第12駆逐艦部隊の3隻とともにマルタの南東に機雷原を敷設した。
9月24日にイギリスの船団を阻止するために軽巡洋艦ドゥーカ・デッリ・アブルッツィ、アッテンドーロ、第3巡洋艦分隊（重巡洋艦重巡洋艦トレント、トリエステ、ゴリツィア）、第12駆逐艦部隊の残りの艦、第10駆逐艦部隊（マエストラーレ、グレカーレ、シロッコ）とともにパレルモから出撃したが不首尾に終わった。
1941年11月21日、軽巡洋艦ガリバルディ、、ドゥーカ・デッリ・アブルッツィおよび駆逐艦ヴィヴァルディ、ダ・ノーリ、グラナティエーレ、フチリエーレ、アヴィエーレ、カラビニエーレ、水雷艇ペルセオとともにリビアへ向かう2つの船団の護衛任務のためにメッシーナに向けて出港したが、ドゥーカ・デッリ・アブルッツィが航空雷撃によって深刻な損傷を被った。
12月13日に「M41」作戦（商船6、駆逐艦5および水雷艇1からなるリビアへの3つの護送船団）を護衛するために駆逐艦カラビニエーレおよびジェニエーレとともにターラントから出撃したが、潜水艦による攻撃で輸送船2隻（ファビオ・フィルツィとカルロ・デル・グレコ）が沈没し、戦艦ヴィットリオ・ヴェネトが深刻な損傷を受けて壊滅的打撃を受けた。
12月16日に、リビアへの「M42」作戦（駆逐艦サエッタ、ダ・レッコ、ヴィヴァルディ、ダ・ノリ、マロチェッロ、ペッサーニョ、ゼーノに護衛され商船モンジネヴロ、ナポリ、アンカラ、ヴェットール・ピサニからなる2つの船団で、どちらもターラント出航し、アンカラとサエッタはベンガジを目指し、残りはトリポリを目指していた）の間接護衛を戦艦アンドレア・ドーリア、ジュリオ・チェザーレ、リットリオ、軽巡洋艦トレント、ゴリツィア、駆逐艦グラナティエーレ、マエストラーレ、フチリエーレ、ベルサリエーレ、アルピーノ、カラビニエーレ、オリアニ、ジョベルティ、ウソディマーレとともに支援部隊の一翼を担った。18日に各船は無傷で目的地に到着したが、支援部隊は引き続き英艦隊との決着のつかない第1次シルテ湾海戦に参加したものの、この戦闘ではコラッツィエーレはさしたる活躍を果たさなかった。戦闘終了後の12月18日午前6時ごろ、高速で機動中のコラッツィエーレはグラナティエーレと衝突し、両艦ともに死傷者を出すとともに艦首部分が脱落するという深刻な損傷を負い、曳航されてギリシャの小さな港町であるオルゴルソリに戻ることになり、岸壁から100メートルの位置に艦尾錨だけで停泊した。乗組員の一部は上陸した。数日間待機したが、援助が来ることがなかったので、コラッツィエーレの艦内に残った乗組員（約30名）は、損傷した艦首の一部を再建するためにコンクリートの壁を作ることを決定した。この作業はクリスマスの夜に完了した。

損傷が深刻だったため同艦の修理には時間がかかり、アントニオ・モナコ中佐の指揮の下に任務への復帰を許可されたのは1942年3月8日だった。艦首を再建する修理の間に、それ以外にもソナーおよび2門の20mm機関砲が追加搭載された。コラッツィエーレは、1942年6月13日から15日にかけて地中海東部で戦艦リットリオおよびヴィットリオ・ヴェネトの先行護衛する第8艦隊（ガリバルディ、デュカ・ダオスタ、ゴリツィアおよびトレント）を護衛する任務に就いた。
同年7月2日から、同型艦のベルサリエーレおよびミトラリエーレ、アルピーノ、軽巡洋艦ガリバルディ、デュカ・ダオスタ、ドゥーカ・デッリ・アブルッツィ（第8巡洋分艦隊から）とともにピュロスを拠点とし、4か月間当地にとどまった。この編隊は地中海東部を航行する船団が中東の基地から出撃するイギリス艦に攻撃された場合に介入するために待機していたが、その必要は発生しなった。
この期間に、コラッツィエーレは8月13日に一度だけ、内燃機船モンヴィーソ（ブリンディジから出航）をベンガジまで護衛するためにアルピーノとともに出航したが、同日の15時20分に貨物船に英潜水艦ソーンが発射した2発の魚雷がリビア沿岸のシディ・スエイチャー330度の方向8海里沖命中し、沈没した。コラッツィエーレとアルピーノは海軍司令部の命令によってピュロスに帰還した。コラッツィエーレは搭載したソナーが故障していたために敵潜水艦に気づかなかった。この潜水艦はこのあとすぐにベンガジから出撃した水雷艇ペガーソによって撃沈された。
10月31日に、コラッツィエーレは同型艦ベルサリエーレおよび休止のダ・レッコとともに、トブルクに250トンの弾薬（三隻に分散して搭載）を運ぶために出航し、地中海東部航路を辿り、コリントス運河を通り、アテネを通過してポロス島とイドラ島のそばを南下し、さらに南下してキティラ島を迂回してアンティキティラ島とクレタ島間を通過し、11月1日から2日にかけての夜間に爆撃機および雷撃機におる2時間半におよぶ猛烈な攻撃を受け、コラッツィエーレが爆弾によって軽微な損傷を受け、2名の重傷者を含む6名の負傷者をだしたものの3隻とも11月2日に目的地に到着した。
1942年末から1943年初頭にかけて、コラッツィエーレは数多くの高速兵員輸送、物資輸送、機雷敷設任務に従事した。
1943年2月初め、駆逐艦ゼーノ、ダ・ノリ、マロチェッロとともにチュニジアへの兵員輸送任務に就いた。期間航海中の2月5日の午後10時ごろ（ロレンツォ・ガスパッリ提督が搭乗）、トラーパニ沖でドイツ軍の上陸用舟艇に衝突され、右舷艦首に12メートルにおよぶ裂け目ができた。浸水を止めるために停船し、何名かの乗組員は船を降りたが、目的地に向けてゆっくりと航行することができた。トラーパニで弾薬をおろし、2月8日の7時にシチリアの港を出航し、2隻の哨戒艇に護衛されて同日11時にパレルモに到着した。
2月9日から14日にかけて、航海に耐えられるように応急修理が施された。

2月15日6時40分、コラッツィエーレは駆逐艦プレムダの護衛を受けてパレルモを出港し、15時20分にナポリのヴィッラ・デル・ポポロの入江に停泊した。30分後、パレルモは港を標的とした米第9空軍の14機の爆撃機による激しい攻撃にさらされた。空襲の際にコラッツィエーレは2発の爆弾を被弾し、爆弾はすべての甲板を貫通してから竜骨の下で爆発して、船首部分の22メートルが脱落した。死傷者は出なかったが、損傷は非常に深刻であり（艦首が脱落し、機関が損傷した）、船を浮かせておくにはマリーナ・ナポリから供給された追加のポンプが必要だった。
暫定修理作業は1か月以上続き、その間に乗組員のほとんど（1名を除く下士官全員とモナコ司令官と射撃管制を除く士官全員を含む約150名）が下船して移送された。4月1日、コラッツィエーレは駆逐艦マエストラーレ（機雷に触雷して艦尾を切断）とともにタグボート数隻に曳航されてナポリを出港し、ジェノヴァに向かった。 4月3日にリグーリア州の首都に到着し、司令官モナコを含むさらに70名が下船した。ジェノヴァのOARN（Officine Allestimento e Riparazione Navi、船舶艤装修理工場）では、コラッツィエーレは大規模な修理に加えていくつかの改修を受け、後部魚雷発射管を廃止して2門の54口径37mm単装機銃に置き換えられた。

休戦が宣言された1943年9月8日に艦に残っていたのは40人ほどだけで、同日夜に自沈し、副魚雷操作長ブルーノ・タリエーリによって最後のビルジ・バルブが開かれた。彼らが港から逃げようとしていたところをドイツ軍に発見され、機銃掃射を受け、出発が遅れた６人だけが、防空壕として使われていた建設中のトンネルに身を隠し、なんとか助かった。
沈没した艦は正常なトリムを保っていたため、ドイツ軍による回収は迅速かつ容易だった。しかし、同艦は任務に戻ることはなく、ドイツ軍によって部分的に解体され、1944年9月4日の激しい空爆でジェノヴァ港で沈没したが、他の情報源は代わりにドイツ軍自身によって1945年4月に自沈したと報告している。
戦時中をとおして、コラッツィエーレは合計128回の戦闘任務に出撃し、総計45,782海里を航行した。
1953年に残骸は回収され、6ヶ月以内に解体された。

### 指揮官
- ガストーネ・ミノッティ中佐（1898年8月18日、ナポリ生まれ）（1939年-1940年）
- カルロ・アヴェーニョ中佐（イタリア語版）（1900年6月6日、メイナ生まれ）（1940年6月10日-12月）
- カルミーネ・ダリエンツォ中佐（イタリア語版）（1897年1月15日、クロトーネ生まれ）（1940年12月-1941年9月）
- パオロ・メロディア中佐（イタリア語版）（1899年2月28日、ナポリ生まれ（1941年9月-1942年1月）
- アントニオ・モナコ・ディ・ロンガーノ中佐（1901年1月30日、ナポリ生まれ（1942年4月10日-1943年4月15日）
- ジュゼッペ・グレゴリオ中佐（1901年2月3日、サヴォーノ生まれ）（1943年4月16日、9月9日）

## 参考資料
- Giorgio Giorgerini (2002). La guerra italiana sul mare. La Marina tra vittoria e sconfitta, 1940-1943. Mondadori. ISBN 978-88-04-50150-3.